# InESS
L'Institut d'Électronique du Solide et des Systèmes (InESS) est un laboratoire commun de l'Université de Strasbourg et du CNRS. Ses activités de recherche portent sur l'électronique, l'opto-électronique, les systèmes instrumentaux et les nanotechnologies.

## Liens
- Site de l'InESS